# Костюмы народов СССР (серия марок)
«Костю́мы наро́дов СССР» — многолетняя тематическая серия почтовых марок СССР с изображениями народных костюмов, которая выпускалась в 1960—1963 годах (с 24 декабря 1960 года по 31 марта 1963 года согласно каталогу почтовых марок Михель).
Все шесть задействованных каталогов:
- русский каталог с нумерацией ЦФА (ЦФА)[1];
- русский каталог «Стандарт-Коллекция» (SC)[2];
- американский каталог Скотт (Scott)[3];
- немецкий каталог Михель (Michel)[4];
- английский каталог Стэнли Гиббонс (SG)[5];
- французский каталог Ивер и Телье (Yvert)[6], —

показали одинаковый состав серии. Это многолетняя фиксированная серия.
Серия содержит 16 марок, соответствующих 15 советским социалистическим республикам и Корякскому автономному округу.
Здесь 16 марок, это 4-летняя серия, отношение размера серии к ее длительности: 4. Первый номер серии ЦФА 2507, дата выпуска марки с первым номером серии 1960-12-24.
| Костюмы народов СССР (1960—1963) | Костюмы народов СССР (1960—1963) | Костюмы народов СССР (1960—1963) | Костюмы народов СССР (1960—1963) | Костюмы народов СССР (1960—1963) | Костюмы народов СССР (1960—1963) | Костюмы народов СССР (1960—1963) | Костюмы народов СССР (1960—1963) | Костюмы народов СССР (1960—1963) | Костюмы народов СССР (1960—1963) | Костюмы народов СССР (1960—1963) |
| №                                | Дата                             | ЦФА                              | SC                               | Scott                            | Michel                           | SG                               | Yvert                            | Ном.                             | Кр.опис-е                        | Изобр-е                          |
| -------------------------------- | -------------------------------- | -------------------------------- | -------------------------------- | -------------------------------- | -------------------------------- | -------------------------------- | -------------------------------- | -------------------------------- | -------------------------------- | -------------------------------- |
| 1                                | 1960-12-24Mi                     | 2507                             | 2422                             | 2416                             | 2431                             | 2520                             | 2364                             | 10к                              | Литовские народные костюмы       |                                  |
| 2                                | 1960-12-24Mi                     | 2508                             | 2423                             | 2417                             | 2432                             | 2521                             | 2365                             | 60к                              | Узбекские народные костюмы       |                                  |
| 3                                | 1961-5-11Mi                      | 2521                             | 2479                             | 2419                             | 2478                             | 2538                             | 2375 A                           | 2к                               | Грузинские народные костюмы      |                                  |
| 4                                | 1961-5 (1-28Mi)                  | 2522                             | 2435                             | 2418                             | 2442                             | 2337                             | 2375                             | 2к                               | Молдавские народные костюмы      |                                  |
| 5                                | 1961-5 (1-10Mi)                  | 2523                             | 2436                             | 2420                             | 2443                             | 2539                             | 2376                             | 3к                               | Украинские народные костюмы      |                                  |
| 6                                | 1961-1 (5-11Mi)                  | 2524                             | 2480                             | 2421                             | 2479                             | 2540                             | 2376 A                           | 3к                               | Белорусские народные костюмы     |                                  |
| 7                                | 1961-12-20Mi                     | 2525                             | 2562                             | 2422                             | 2564                             | 2541                             | 2376 B                           | 3к                               | Казахские народные костюмы       |                                  |
| 8                                | 1961-1-7Mi                       | 2526                             | 2437                             | 2423                             | 2444                             | 2542                             | 2377                             | 4к                               | Корякские народные костюмы       |                                  |
| 9                                | 1961-1-7Mi                       | 2527                             | 2438                             | 2424                             | 2445                             | 2543                             | 2378                             | 6к                               | Русские народные костюмы         |                                  |
| 10                               | 1961-1-7Mi                       | 2528                             | 2439                             | 2425                             | 2446                             | 2544                             | 2379                             | 10к                              | Армянские народные костюмы       |                                  |
| 11                               | 1961-1 (6-8Mi)                   | 2529                             | 2481                             | 2426                             | 2495                             | 2545                             | 2379 A                           | 12к                              | Эстонские народные костюмы       |                                  |
| 12                               | 1962-12-30Mi)                    | 2801                             | 2716                             | 2422 A                           | 2709                             | 2796                             | 2621                             | 3к                               | Латышские народные костюмы       |                                  |
| 13                               | 1963-3-31Mi)                     | 2846                             | 2747                             | 2723                             | 2739                             | 2835                             | 2622                             | 3к                               | Таджикские народные костюмы      |                                  |
| 14                               | 1963-3-31Mi)                     | 2847                             | 2748                             | 2726                             | 2740                             | 2838                             | 2624                             | 4к                               | Туркменские народные костюмы     |                                  |
| 15                               | 1963-3-31Mi)                     | 2848                             | 2749                             | 2724                             | 2741                             | 2837                             | 2625                             | 4к                               | Киргизские народные костюмы      |                                  |
| 16                               | 1963-3-31Mi)                     | 2849                             | 2750                             | 2725                             | 2742                             | 2836                             | 2623                             | 4к                               | Азербайджанские народные костюмы |                                  |